# Felgyő
Felgyő község Csongrád-Csanád vármegye Csongrádi járásában.

## Fekvése
Csongrádtól délre, a Tisza jobb partján fekvő település. További szomszédai: kelet felől Szentes, délkelet felől Szegvár (mindkettő a folyó túlpartján), dél felől Csanytelek, délnyugat felől Tömörkény, nyugat felől pedig Gátér.

### Megközelítése
Lakott területének keleti szélén végighúzódik a Csongrádot Szegeddel összekötő 4519-es út, így mindkét város felől ez a leginkább kézenfekvő megközelítési útvonala. Külterületi részeit érinti még a központjától nyugat felé vezető 45 119-es út, valamint a nyugati és északi határszélein húzódó 4517-es, 4518-as és 45 117-es utak.

## Története
Felgyő (Győ) Árpád-kori település. Nevét már 1075-ben említette oklevél Gehgi néven.
Hercegi birtok volt, melyet 1108 után Álmos herceg a dömösi prépostságnak adott 63 saját szolgával, és mindegyiknek a saját földjével. A szolgák a tápéi és csákányi szolgákkal együtt az ötödik kenyéradó száznagyságba tartoztak.
Neve régi magyar személynévből származik melynek Győ gyöke azonos a Gyeücsa (Géza) név szótövével. A Fel előtag a 16. században jelent meg a Tisza folyása szerint lejjebb lévő Algyő községtől való megkülönböztetésül.
A 20. század első felében kisvasút kötötte össze Csongráddal.

## Közélete

### Polgármesterei
- 1990–1994: Ábel István (független)[3]
- 1994–1998: Ábel István (független)[4]
- 1998–2002: Ábel István (független)[5]
- 2002–2006: Ábel István (független)[6]
- 2006–2010: Ábel István (független)[7]
- 2010–2010: Horváth Lajos (független)[8]
- 2011–2014: Horváth Lajos (független)[9]
- 2014–2019: Horváth Lajos (független)[10]
- 2019–2024: Horváth Lajos (független)[11]
- 2024– : Horváth Lajos (független)[1]

A településen 2011. április 3-án időközi polgármester-választást tartottak, az előző polgármester lemondása miatt. Lemondása ellenére a négy jelölt között ő is elindult a választáson, és aránylag nagy többséggel meg is nyerte azt.

## Népesség
A település népességének változása:
| Lakosok száma | 1211 | 1187 | 1155 | 1088 | 1109 | 1092 | 1084 |
|               | 2013 | 2014 | 2017 | 2021 | 2022 | 2023 | 2024 |

2001-ben a település lakosságának közel 100%-a magyar nemzetiségűnek vallotta magát.
A 2011-es népszámlálás során a lakosok 85,9%-a magyarnak, 0,2% németnek, 0,4% románnak mondta magát (14,1% nem nyilatkozott; a kettős identitások miatt a végösszeg nagyobb lehet 100%-nál). A vallási megoszlás a következő volt: római katolikus 60,6%, református 3,3%, evangélikus 0,4%, felekezeten kívüli 13,3% (22% nem nyilatkozott).
2022-ben a lakosság 94,6%-a vallotta magát magyarnak, 0,5% cigánynak, 0,5% németnek, 0,2% örménynek, 0,1-0,1% bolgárnak, ruszinnak és szlováknak, 1,3% egyéb, nem hazai nemzetiségűnek (5% nem nyilatkozott; a kettős identitások miatt a végösszeg nagyobb lehet 100%-nál). Vallásuk szerint 37,5% volt római katolikus, 1,8% református, 0,5% evangélikus, 1,5% egyéb keresztény, 1,8% egyéb katolikus, 17,4% felekezeten kívüli (39% nem válaszolt).

## Nevezetességei
- Gedahalom
- László Gyula által feltárt honfoglalás kori magyar település
- Szent István-templom (1993)
- 11-13. századi templom feltárt alapfalai

## Híres felgyőiek
- Biatovszki Mira, sportlövő siketlimpiai bajnok

## Külső hivatkozások
- A település honlapja